# Kick (musikalbum)
Kick är det australiska rockbandet INXS sjätte studioalbum, utgivet 19 oktober 1987. Det är deras mest sålda och har enbart i USA sålt i över 10 miljoner exemplar. På 1988 års MTV Video Music Awards tog gruppen hem fem Moonmen för "Need You Tonight"/"Mediate"-videon.
Låten "The Loved One" är en cover på en låt av den australiska gruppen The Loved Ones.

## Låtlista
Alla sånger är skrivna av Michael Hutchence och Andrew Fariss, om annat inte anges.
1. "Guns in the Sky" (Michael Hutchence) - 2:21
2. "New Sensation" - 3:39
3. "Devil Inside" - 5:14
4. "Need You Tonight" - 3:01
5. "Mediate" (Andrew Farriss) - 2:36
6. "The Loved One" (Ian Clyne/Gerry Humphries/Rob Lovett) - 3:37
7. "Wild Life" - 3:10
8. "Never Tear Us Apart" - 3:05
9. "Mystify" - 3:17
10. "Kick" - 3:14
11. "Calling All Nations" - 3:02
12. "Tiny Daggers" - 3:29